# Junkers EF 128
Die Junkers EF 128 war ein gegen Ende des Zweiten Weltkrieges entwickeltes deutsches Strahlflugzeug. Sie wurde auf eine Ausschreibung des Oberkommandos der Luftwaffe (OKL) von 1944 hin entwickelt, ebenso wie die Messerschmitt P.1110, Focke-Wulf Ta 183, Heinkel P.1078 und die Blohm & Voss P 212. Gefordert wurde ein einsitziger Tagjäger mit dem Heinkel-HeS-011-Strahltriebwerk, vier MK-108-Maschinenkanonen sowie einer Geschwindigkeit von etwa 1000 km/h in 7000 m Höhe.

## Technik
Der Entwurf sah einen Schulterdecker mit gepfeilten Tragflächen ohne Heckleitwerk vor. Das Triebwerk lag im Heck, die Lufteinlässe waren unterhalb der Tragflächen seitlich im Rumpf angebracht. Anders als alle anderen Entwürfe war die EF 128 neben der einsitzigen Tagjägervariante auch als zweisitziger Allwetterjäger vorgesehen. Beide Piloten hätten dabei hintereinander auf Schleudersitzen in einer Druckkabine gesessen. Die Bewaffnung sollte aus vier MK 108 bestehen. Ebenfalls vorgesehen war ein Such-Radar in der Bugnase.
Im Januar 1945 fiel die Entscheidung zum Serienbau, dessen Beginn auf Mitte des Jahres festgelegt wurde. Aufgrund des Kriegsendes wurden die Pläne nicht mehr umgesetzt.

## Technische Daten
| Kenngröße             | Daten (projektiert)                                  |
| --------------------- | ---------------------------------------------------- |
| Besatzung             | 1–2                                                  |
| Länge                 | 7,00 m                                               |
| Spannweite            | 8,90 m                                               |
| Höhe                  | 2,05                                                 |
| Flügelfläche          | 17,60 m²                                             |
| Flügelstreckung       | 4,5                                                  |
| Flügelpfeilung        | 45°                                                  |
| Flächenbelastung      | 231,5 kg/m²                                          |
| Rüstmasse             | 2.607                                                |
| Startmasse            | 4.077 kg                                             |
| Antrieb               | ein Heinkel HeS 011                                  |
| Standschub            | 1.300 kp                                             |
| Schubbelastung        | 3,14 kg/kp                                           |
| Höchstgeschwindigkeit | 905 km/h in Bodennähe 987 km/h in 7.000 m Höhe       |
| Landegeschwindigkeit  | 186 km/h                                             |
| Steigleistung         | maximal 21,1 m/s in Bodennähe                        |
| Gipfelhöhe            | praktisch 13.750 m                                   |
| Reichweite            | 1.300 km                                             |
| Bewaffnung            | vier starre 30-mm-MK 108 zwei starre 20-mm-MG 151/20 |